# Ненахов, Максим Максимович
Максим Максимович Ненахов (род. 13 декабря 1998, Красногорск, Московская область) — российский футболист, защитник московского «Локомотива».

## Биография
Уроженец подмосковного города Красногорск. Заниматься футболом начал там же, в ДЮСШ «Зоркий», откуда в 2009 году перешёл в академию московского «Динамо».

#### Личная жизнь
Женат, имеет брата и детей.

## Клубная карьера

### «Динамо» (Москва)
С 2015 года стал выступать за «Динамо» в молодёжном первенстве. В сезоне 2016/17, в связи с вылетом «Динамо» из Премьер-лиги, в ПФЛ был заявлен фарм-клуб «Динамо-2», в составе которого Ненахов провёл 19 матчей и забил 1 гол. По итогам сезона основная команда «Динамо» вернулась в высшую лигу, а фарм-клуб был расформирован и Ненахов продолжил выступать в молодёжном первенстве.

#### Аренда (2018—2019)
Зимой 2018 года был отдан в аренду до конца сезона в клуб ФНЛ, «Тюмень», а в сезоне 2018/19 выступал в аренде за другой клуб ФНЛ «СКА-Хабаровск».

### «Ротор»
Летом 2019 года окончательно покинул «Динамо» и стал игроком волгоградского «Ротора».

### «Ахмат»
15 января 2020 года стало известно, что Ненахов заключил контракт с клубом «Ахмат». В его составе дебютировал в Премьер-лиге 29 февраля во встрече 20-го тура против «Ростова» (1:1), отыграв весь матч. При этом на 58-й минуте Ненахову была показана красная карточка за фол последней надежды, однако затем главный арбитр встречи Сергей Лапочкин отменил своё решение, посовещавшись с видеоассистентом.

### «Локомотив» (Москва)
3 июня 2021 года подписал контракт с московским «Локомотивом» сроком на три года. 28 мая 2023 года забил дебютный гол за команду в ворота московского «Динамо» (4:2).